# Sławomir Shuty

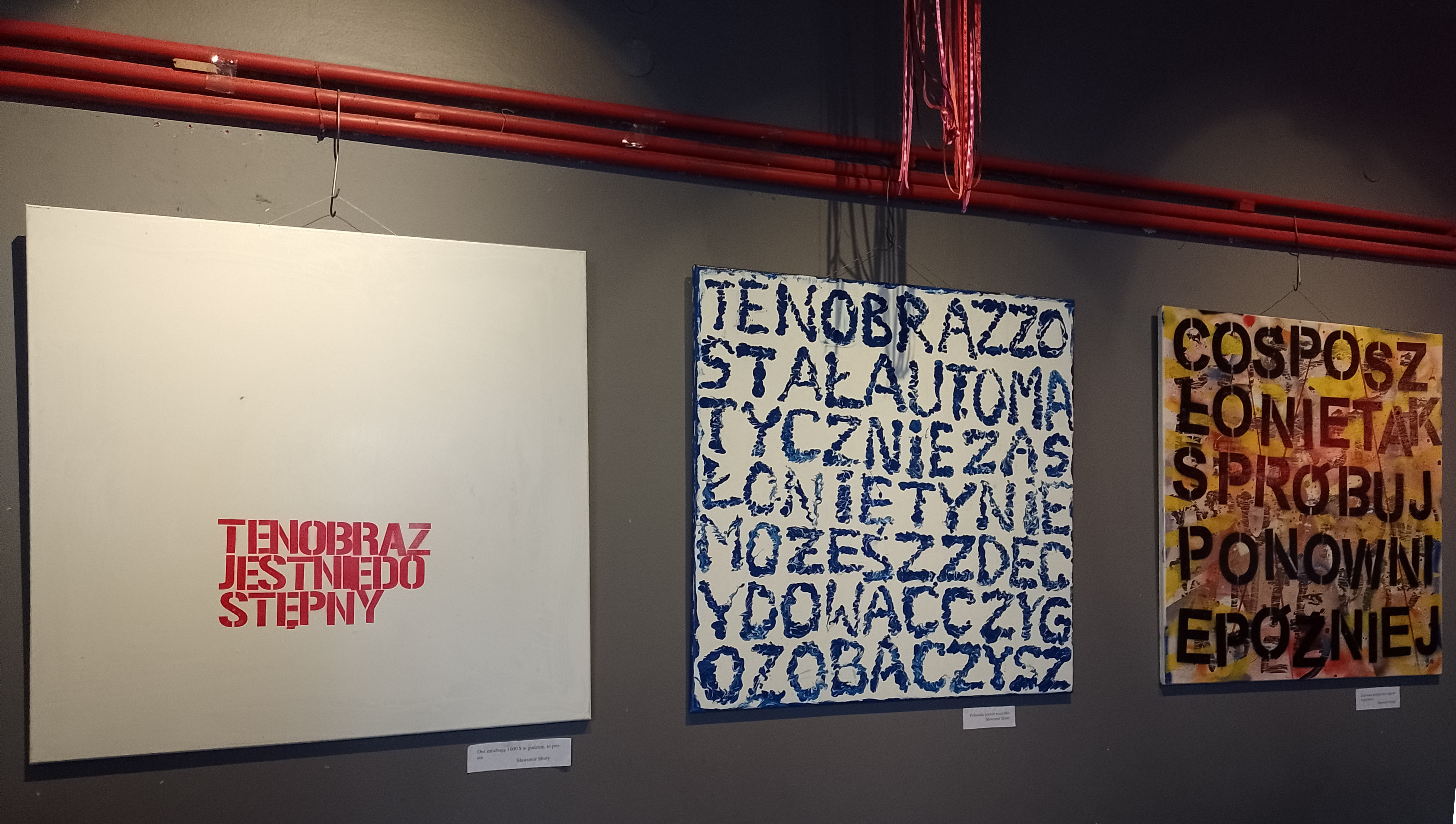
Wystawa grafik Sławomira Shutego w Betel Klub w Krakowie (2023)

Sławomir Shuty, właśc. Sławomir Mateja (ur. 22 kwietnia 1973 w Nowej Hucie) – polski prozaik, fotograf i reżyser.

## Życiorys
Najbardziej znany z działalności pisarskiej, publikował w Rastrze, Lampie i Iskrze Bożej, brulionie, stale współpracuje z Ha!artem, gdzie przez pewien czas prowadził dodatek pt. Baton, kontynuowany obecnie na portalu Ha!artu. Współtwórca krakowskiego Klubu Artystycznego Galeria T.A.M.
Wychował się w blokowiskach Nowej Huty, jego pseudonim jest zniekształconym zwrotem "z Huty". Laureat Paszportu Polityki w dziedzinie literatury za powieść Zwał ("za literacki słuch, za pasję i odwagę w portretowaniu polskiej rzeczywistości"), za którą w styczniu 2005 uhonorowany został Nagrodą Krakowska Książka Miesiąca.
Gościnnie prowadził warsztaty prozatorskie w Studium Literacko-Artystycznym na Uniwersytecie Jagiellońskim w Krakowie.
Na Operze Nowohuckiej zespołu WU-HAE ukazał się jego esej (bez tytułu) dotyczący Nowej Huty.

## Twórczość
- 1999 – Nowy wspaniały smak
- 2001 – Bełkot
- 2002 – Cukier w normie
- 2002 – Blok (pierwsza polska powieść hipertekstowa)[5]
- 2004 – Zwał
- 2005 – Produkt Polski (Korporacja Ha!art)
- 2005 – Cukier w normie z ekstrabonusem (W.A.B.)
- 2008 – Ruchy (W.A.B.)
- 2010 – Nowy Baton
- 2012 – Baton III Taltosz (Korporacja Ha!art)
- 2012 – Jaszczur (Korporacja Ha!art)
- 2013 – Dziewięćdziesiąte (Korporacja Ha!art)